# Любомир Бобчевски
Любомир Петров Бобчѐвски е български актьор.

## Биография
Роден е на 11 април 1897 г. във Варна. Бобчевски става актьор на 22 години през 1919 г. Започва да работи в Свободен театър в София (1919 – 1920), Драматичен театър - Пловдив в Пловдив (1920 – 1921), (1935 – 1940) и 1945 – 1946), „Сълза и смях“ (1921 – 1923), Задружен театър в София (1923 – 1927), Драматичен театър „Сава Огнянов“ в Русе (1927 – 1928), Драматичен театър „Адриана Будевска“ Бургас (1928 – 1930) 1932 – 1934) и (1944 – 1945), Драматично-куклен театър „Иван Радоев“ Плевен (1930 – 1931), Драматичен театър „Стоян Бъчваров“ Варна (1934 – 1935) и в Народен театър „Иван Вазов“ в София. Бил е в художествения съвет на СИФ. Член на САБ – секретар (1931 – 1932), СБФД в УС. Любомир Бобчевски умира на 2 април 1963 г.

## Награди и отличия
- Заслужил артист

## Известни театрални роли
- „Силата на мрака“ – Никита
- „Юда“ – Юда
- „Ревизор“ – Хлестанов
- „Мариус“ – Мариус

Като режисьор:
- „Когато гръм удари“
- „Коварство и любов“
- „Червени рози“
- „Укротяване на опърничавата“

## Филмография
| Година | Филми/Сериали            | Роля                                |
| ------ | ------------------------ | ----------------------------------- |
| 1963   | Легенда за Паисий        | Кирил                               |
| 1963   | Калоян                   |                                     |
| 1962   | Царска милост            |                                     |
| 1961   | Маргаритка               | доктора                             |
| 1958   | Хитър Петър              | Ибрахим ага, на панаира в Узунджово |
| 1958   | Любимец 13               | старчето                            |
| 1958   | Големанов                | министър-председателят Стефчо Илиев |
| 1957   | Хайдушка клетва          | един от старейшините на Брезово     |
| 1957   | Години за любов          | Ликоманов                           |
| 1957   | Земя                     |                                     |
| 1956   | Една българка            | калугерът                           |
| 1956   | Следите остават          | зъболекарят                         |
| 1955   | Това се случи на улицата |                                     |
| 1955   | Неспокоен път            | Анто                                |
| 1954   | Септемврийци             | немецът                             |
| 1954   | Песен за човека          | Добрев                              |
| 1952   | Наша земя                | Максимос                            |
| 1950   | Тревога                  |                                     |